# Batrachotoxin

Strukturformel

Batrachotoxin (BTX) är en kardiotoxisk och neurotoxisk alkaloid, som hittas hos vissa arter av pilgiftsgrodor och fåglar (Pitohui, Ifrita kowaldi). Batrachotoxin är en av de mest potenta toxiner som man känner till, den dödliga dosen för en människa (68 kg) är 100 mikrogram. Batrachotoxin är femton gånger mer toxiskt än curare. Batrachotoxin har sin toxiska verkan genom att hålla spänningsstyrda natriumkanaler öppna, så att natriumjoner väller in i kroppens celler. Detta gör att cellerna inte kan repolariseras, vilket totalt hämmar nervsystemet.  
Pilgiftsgrodorna producerar inte själv giftet utan de får i sig det från skalbaggar.  Indianer har dragit sina pilar över ryggen på pilgiftsgrodorna och sedan använt dem för jakt. 